# MehlWelten Museum

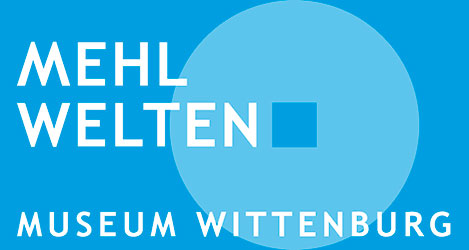
Logo MehlWelten Museum Wittenburg

Das MehlWelten Museum in Wittenburg (Mecklenburg-Vorpommern) ist mit seiner Sammlung von rund 4.000 Mehlsäcke (Stand 2024) aus 150 Ländern aller Kontinente das weltweit einzige seiner Art. Darüber hinaus widmet sich das Museum in einer Dauerausstellung dem kulturhistorischen Aspekt des Mehls, einem der wichtigsten Grundnahrungsmittel der Menschheit.

## Museumsgründung
Seinen Ursprung verdankt das MehlWelten Museum einem Zufallsfund eines Hamburger Unternehmers. Er entdeckte 1998 am Strand von Dubai den Mehlsack eines mit seinem Unternehmen handelnden arabischen Mühlenbetriebs. Hiervon inspiriert, ließ er den Mehlsack von dem Hamburger Maler und Grafiker Armin Sandig künstlerisch überarbeiten. Dieser Mehlsack, jetzt im Foyer des Museums, ist der Grundstein der Museumidee.
Das MehlWelten Museum wurde im Juni 2008 in Anwesenheit des damaligen Ministerpräsidenten Mecklenburg-Vorpommerns, Harald Ringstorff, eingeweiht. Konzipiert und kuratiert wurde das Museum anfänglich durch die Kulturwissenschaftlerin Angela Jannelli. Nach und nach entstand die größte Mehlsacksammlung der Welt.
Die wachsende Sammlung des privat geführten Museums wird in unterschiedlichen Räumen ergänzt durch verschiedene Blickwinkel auf die Geschichte des getreidebasierten Mehls.

## Museumsgebäude in Wittenburg
Das MehlWelten Museum befindet sich in Wittenburg (Mecklenburg-Vorpommern) auf dem Amtsberg, dem ursprünglichen Standort einer mittelalterlichen Burg- und Schlossanlage. 1848 wurde dort ein Amtsgericht im neoklassizistischen Stil erbaut, und als solches bis zum Ende des Zweiten Weltkrieges genutzt. Später diente es zunächst als sowjetische Kommandantur und bis 2007 als Schule. Das denkmalgeschützte, aber vom Verfall bedrohte Gebäude wurde privat von der Stadt Wittenburg gepachtet, durch den Architekten Carsten Falkenberg aufwendig restauriert und durch die Museumskuratorin Angela Jannelli eingerichtet. Die konzeptionelle Erweiterung erfolgte durch den Berliner Kunsthistoriker Oliver Seifert.

## World Flour Day

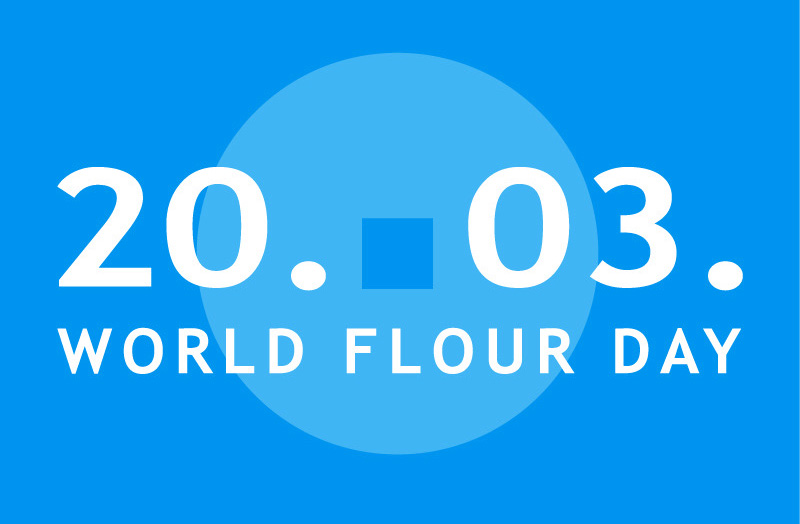
Logo des World Flour Day am 20. März

Die amerikanische „National Day Calendar“ Institution hat den 20. März als international verbindlichen „World Flour Day“ registriert. Dieser „Welttag des Mehls“, der sich auf den Frühlingsanfang der nördlichen Halbkugel mit seiner Hoffnung auf eine gute Fruchtbarkeit der Aussaat bezieht sowie auf den Beginn des Herbstes auf der südlichen Halbkugel mit der Hoffnung auf eine gute Ernte, wird auch im MehlWelten Museum besonders geehrt.

## Ausstellungsbereiche
Sammlung der Mehlsäcke

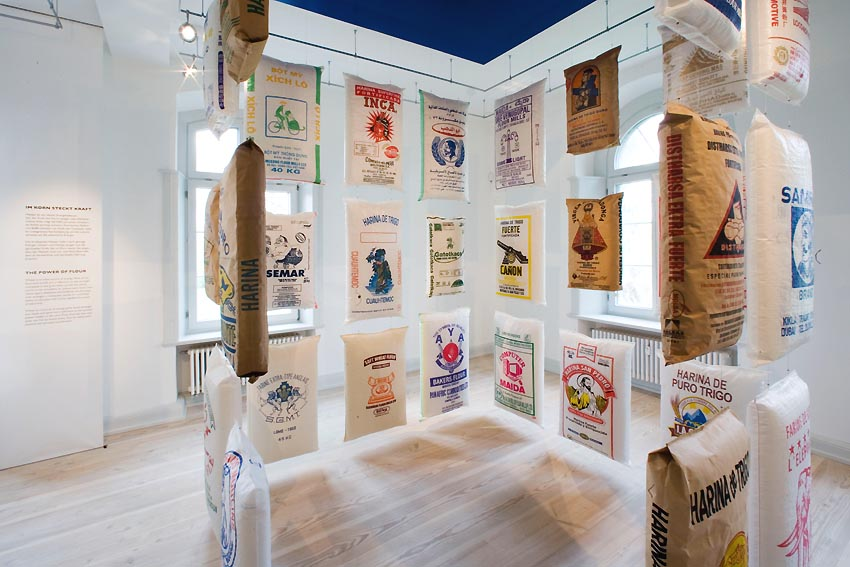
Ausstellungsbereich

Das Erdgeschoss des Museums mit seinem Weltenraum und dem Symbolraum widmet sich der Sammlung der Mehlsäcke und den Aussagen ihrer Aufdrucke. Anhand der Motive auf den Säcken wird die international so unterschiedliche kulturhistorische Bedeutung des Grundnahrungsmittel Mehl erklärt.
Im so genannte Mythenraum erfährt man Interessantes über Mozarts Nutzung des Mehls, über Charly Chaplins „Brötchentanz“ aus dem Filmklassiker Goldrush, über die „Altweibermühle“, den chinesischen Mondkuchen, das Pariser „Moulin Rouge“, den „Tjiwara“ aus Mali, oder über das mexikanische Totenbrot „Pan de Muertos“
Im Symbolraum wird deutlich, welch hohe kulturelle Bedeutung, Anerkennung und Verehrung der Weizen beziehungsweise das Getreide überall auf der Erde für die Menschen hat. So erfährt der Besucher in diesem Raum etwas über Sonnen- und Herrschersymbole, über Tiersymbole, Kraftsymbole über Heilige und Gottheiten und über Traditionen.
Im Raum Sackothek werden die über 3600 Mehlsäcke aus aller Welt aufbewahrt und katalogisiert.
In dem Raum „Historische Säcke“ erinnert besonders ein Mehlsack an die Zeit der Berliner Luftbrücke 1948 und 1949 bei der die Stadt während der sowjetischen Blockade von den westlichen Alliierten aus der Luft versorgt wurde.
Die Berliner Künstlerin Kathinka Willinek hat für das Museum aus 10.843 Knoten bunten Garns, an Nylonfäden geknüpft, eine Demeter geschaffen, die griechische Göttin der Fruchtbarkeit und des Ackerbaus.
Getreidekulturen und Mühlentechnik
Im Raum Der Mann aus dem Eis wird eine Kopie der Gletschermumie Ötzi ausgestellt. Dieser ist für das Thema Mehl insofern bedeutend, als sich in seinem Mantelsaum zwei Körner des Urkorns Einkorn fanden, ein Beweis, dass bereits vor über 5300 Jahren auch in Mitteleuropa Getreide angebaut wurde.
Der Raum der Getreidekulturen stellt die Geschichte und Entwicklung des Getreides als Basis von Hochkulturen seit der Neolithischen Revolution vor ca. 10.000 Jahren dar.
Der Raum der Religionen zeigt anhand von vier Beispielen auf, wie das Getreidekorn zum zentralen Symbol lebensschaffender göttlicher Macht wurde: der ägyptische Osiris-Mythos, in dem das „begrabene“ und neu aus der Erde hervorsprießende Getreidekorn ein Symbol geistigen Lebens war, die Bedeutung des Brotes als Zeichen der Fürsorge Jahwes für sein Volk, die Selbstaussage Jesu Christi „Ich bin das Brot des Lebens“ und Allah, der als der „Barmherzige“ dem Menschen zur Nahrung das Korn schuf.
Außerdem wird eine 2000 Jahre alte ägyptische Kornmumie (eine Leihgabe des Paneum Asten/) ausgestellt.
2023 wurde der Raum Mühlentechnik Heute mit High Tech Modellen und einer preisgekrönten Multimediawand eingeweiht. Ein Raum, der ahnen lässt, welche Anstrengungen unternommen werden müssen, um die explosionsartig wachsende Erdbevölkerung zu ernähren.